# København Rundt
København Rundt var ett stafetløb for klubhold over 15 x 1000 meter, som første gang arrangeret i 1912 af Københavns Atletik Forbund ved indvielsen af Østerbro Stadion. Løbet startede udenfor stadion, hvorefter der tilbagelagdes 14 etaper gennem Københavns gader, mens den sidste etape blev løbet inde på Østerbro Stadion.
Skiftestederne var: Lille Triangel, Suensonsgade ved Christian 4’s statue, Nørre Voldgade ved Arbejderforeningen, Jernbanegade ved Den lille Hornblæser, Tietgensbroen, Revalsgade, Ny Carlsbergvej, Pile Allé 12, Falkoner Allé ved Frederiksberg Station, Jernbanebommen på Jagtvej, Odinsgade, Jagtvej ved Aldersro Bryggeri og Agersøgade.
Løbet blev afholdt som et gadeløb fra 1912 og frem til 1919, løbet afvikledes i årene 1920, 1921 og 1922 som et baneløb på Østerbro Stadion. I 1923 og 1924 blev løbet ikke afviklet, men det blev genoptaget som gadeløb i perioden fra 1925 til 1934, men fra 1935 blev det igen et baneløb på Østerbro Stadion.

## Resultat
Denne liste er ufuldstændig; hjælp gerne med at udfylde den.
- 1912: Arbejdernes Idrætsklub 45:17 min.
- 1913: Idrætsforeningen Sparta 45:13 min.